# Henry Jean-Baptiste
Pour les articles homonymes, voir Jean-Baptiste.
Henry Jean-Baptiste, né le 3 janvier 1933 à Fort-de-France (Martinique) et mort le 5 janvier 2018 à Paris, est un haut fonctionnaire et homme politique français.
Il est conseiller du président sénégalais Léopold Sédar Senghor puis du président français Valéry Giscard d'Estaing. De 1986 à 2002, il est député (UDF) de Mayotte.

## Biographie
Après des études secondaires au lycée Schœlcher de Fort-de-France, à la Martinique, il poursuit ses études à Paris, au lycée Janson-de-Sailly puis à la Sorbonne. Il est titulaire d’une licence de droit, ainsi que d'une licence de philosophie ; il est également diplômé de sciences politiques. Il est élève de l’École nationale d'administration (ENA), promotion Alexis de Tocqueville (1958-1960), étant reçu major au concours d'entrée à l'école en 1958. Il est conseiller référendaire à la Cour des comptes.
Avant de devenir parlementaire, Henry Jean-Baptiste est conseiller de deux présidents de la République. Au Sénégal, il est d'abord le conseiller personnel du premier président sénégalais, Léopold Sédar Senghor, dans les années 1970. En France, il conseille le président Valéry Giscard d'Estaing, étant chargé du trilogue. En 1975, il contribue à la création de la Communauté économique des États de l'Afrique de l'Ouest (CEDEAO).
Lors des élections législatives de 1986, Henry Jean-Baptiste est élu député de la circonscription unique de Mayotte sous l'étiquette Union pour la démocratie française (UDF) ; il est réélu à l'Assemblée nationale en 1988, 1993 et 1997. Il présente en 1999 un manifeste en faveur de la départementalisation de Mayotte signé par des élus de l’île. Pour ce faire, il rappelle qu'aux référendums de 1974 et 1976, les Mahorais ont majoritairement choisi de rester français plutôt que de devenir indépendants. Il aurait inventé le terme « collectivité départementale », le statut juridique de Mayotte au sein de la République française de 2000 à 2010. À l'Assemblée, il œuvre au rapprochement du droit mahorais vers le droit commun. Il ne brigue pas un nouveau mandat de député à l'occasion des élections législatives de 2002, à l'issue desquelles Mansour Kamardine (UMP) lui succède.
Sa petite-fille Julia Jean-Baptiste développe à partir des années 2010 une carrière dans la musique,.
Il meurt le 5 janvier 2018 à Paris, à l'âge de 85 ans.

## Distinctions
- Officier de la Légion d'honneur. Récipiendaire des insignes d’officier de la Légion d’honneur le 26 novembre 2012[8]

## Publications
- D'une île à l'autre : une traversée au service de la République, L'Harmattan, 2011  (ISBN 978-2-296-54224-2) (avec une préface de Michel Rocard)
- Le Monde du travail face aux nouvelles perspectives de la coopération internationale : le cas du trilogue, Genève, Institut international d'études sociales, 1981
- « Vers une communauté de l'Afrique atlantique », dans Éthiopiques, revue socialiste de culture négro-africaine ; 6 (1976)
- « Les complexes industriels plurinationaux en relation avec lʹagriculture », dans Économies et sociétés, cahiers de l'ISMEA ; 3 (1969) p. 1689-1704  (ISSN 0013-0567)
- Les Collectivités locales devant le problème de la rénovation urbaine, ENA, 1962

Préface
- Emmanuel Roseau, Carnet de mission : Archipel des Comores, L'Harmattan, 2002  (ISBN 978-2-7475-2907-5) (Collection Graveurs de mémoire)